# Die Worte des Vorsitzenden
Die Worte des Vorsitzenden ist Harun Farockis erster Film mit politischem Inhalt und entstand in seinem zweiten Jahr an der Deutschen Film- und Fernsehakademie Berlin.

## Handlung
Ein Mann liest in der Mao-Bibel von Lin Biao. Er reißt eine Seite heraus und baut daraus einen Papierflieger. Der Flieger hat plötzlich eine Metallspitze und wird auf zwei Personen geworfen, die Papiertüten mit den Gesichtern des Schah Mohammad Reza Pahlavi von Persien und seiner Frau Farah tragen. Doch der Flieger landet in einem Teller Tomatensuppe und bespritzt den Schah nur mit roter Suppe. Darüber spricht Helke Sander Auszüge aus dem Lin Biao Buch.

## Hintergründe
Der Film ist eine Reaktion auf den Schahbesuch im Juni 1967 bei dem Benno Ohnesorg ums Leben kam. Laut Farocki ist der Film eine einfache Metapher nach der aus Worten Waffen werden können. Aufgenommen wurde der Film am 11. Oktober 1967 in einer Privatwohnung in der Richard-Strauss-Straße in Berlin, Grunewald.